# Římskokatolická farnost Moravský Písek
Římskokatolická farnost Moravský Písek je územní společenství římských katolíků s farním kostelem svaté Anny v děkanátu Veselí nad Moravou. 

## Historie farnosti
První písemná zmínka o Moravském Písku pochází z roku 1300. Obec byla přifařena do Uherského Ostrohu, kam docházeli věřící na bohoslužby. Kostel v obci byl postaven v letech 1909–1911, konsekrován byl roku 1923. 

## Duchovní správci
Současným (2017) administrátorem excurrendo je R. D. Mgr. Karel Šenk.

## Bohoslužby
| Kostel     | Místo          | Bohoslužba (den)       | Hodina                                              | Poznámka     |
| ---------- | -------------- | ---------------------- | --------------------------------------------------- | ------------ |
| svaté Anny | Moravský Písek | neděle pondělí čtvrtek | 9.00 17.00 (říjen-květen)/18.00 (červen-září) 18.00 | farní kostel |

## Aktivity ve farnosti
Ve farnosti se pravidelně koná tříkrálová sbírka. V roce 2017 se při ní vybralo 46 440 korun. Farnost se pravidelně zapojuje do akce Noc kostelů.